# Filozofická fakulta Univerzity Hradec Králové
Filozofická fakulta Univerzity Hradec Králové (původně Fakulta humanitních studií) je jedna ze čtyř fakult Univerzity Hradec Králové.
Hlavním posláním Filozofické fakulty Univerzity Hradec Králové je zajišťovat vysokoškolské vzdělávání a vědecké činnosti v oblastech náležejících do tradičního zaměření fakult filozofického směru (historie, archivnictví, politologie, archeologie, filozofie a sociologie). Na fakultě studuje v současnosti okolo 1350 studentů v prezenční i kombinované formě studia. Současným děkanem fakulty je od července 2019 Jan Prouza.

## Historie

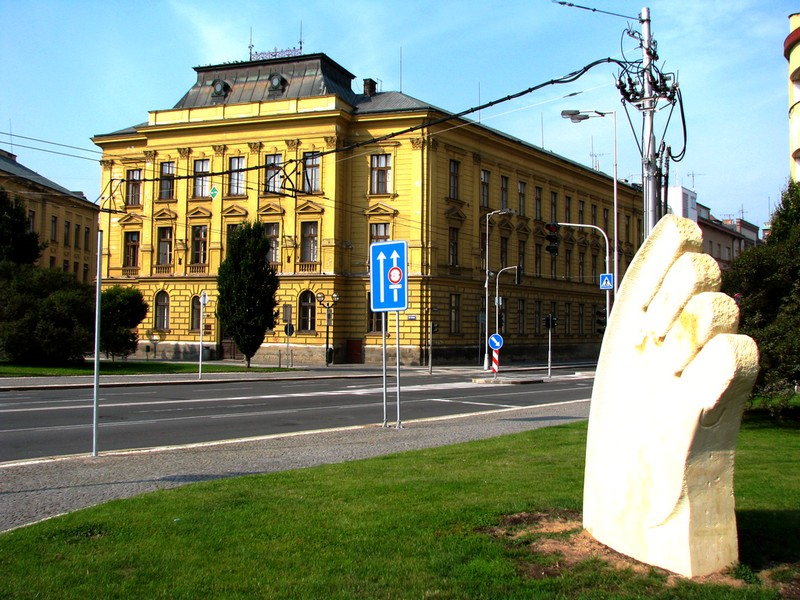
Budova Filozofické fakulty UHK

Fakulta humanitních studií byla založena roku 2005 jako třetí v pořadí odštěpením Ústavu historických věd a Ústavu filosofie, politických a společenských věd od pedagogické fakulty. Do prvních řádných děkanských voleb vedl fakultu prof. Bohumil Vybíral. Fakulta púvodně sídlila v tzv. kostce, nízké panelové budově v areálu Biskupského gymnázia Bohuslava Balbína. V únoru 2006 se prvním zvoleným děkanem stal historik Petr Grulich. V prosinci roku 2007 získala fakulta své současné jméno.

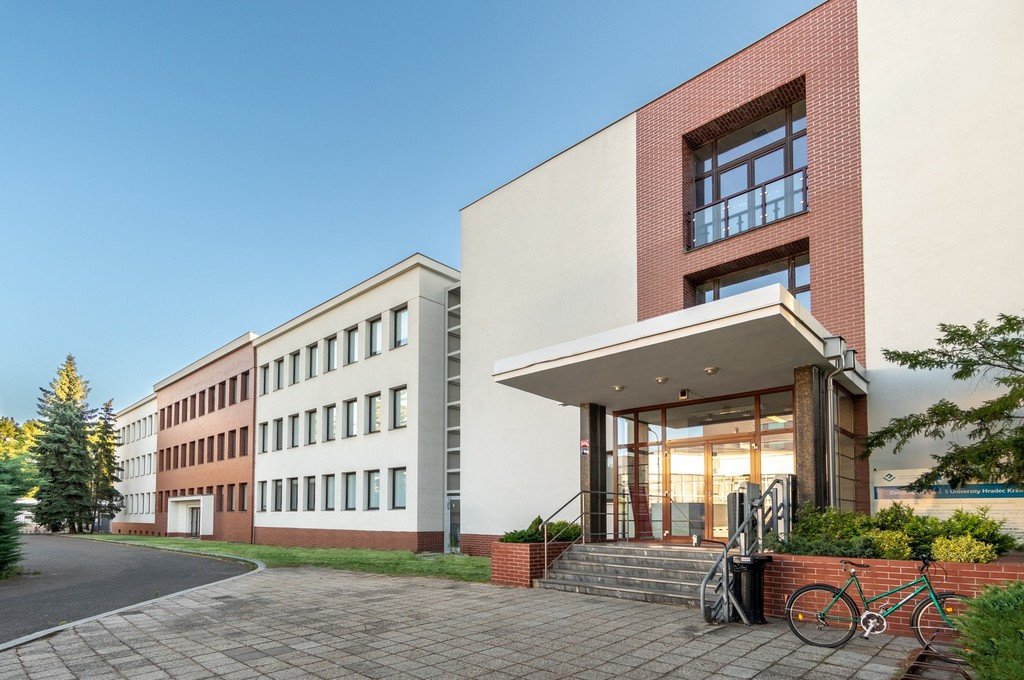
Budova E v ulici Víta Nejedlého, kde byla fakulta umístěna v letech 2020 až 2022

Později se fakulta přestěhovala do větších prostor historické budovy na Náměstí svobody. V roce 2020 se z důvodu rekonstrukce přesunula fakulta do budovy E v ulici Víta Nejedlého, která dříve sloužila jako vysokoškolské koleje.  V témže roce byla Klára Rybenská, odborná asistentka na fakultě, oceněna medailí ministra školství za výrobu ochranných štítů proti koronaviru na univerzitě.

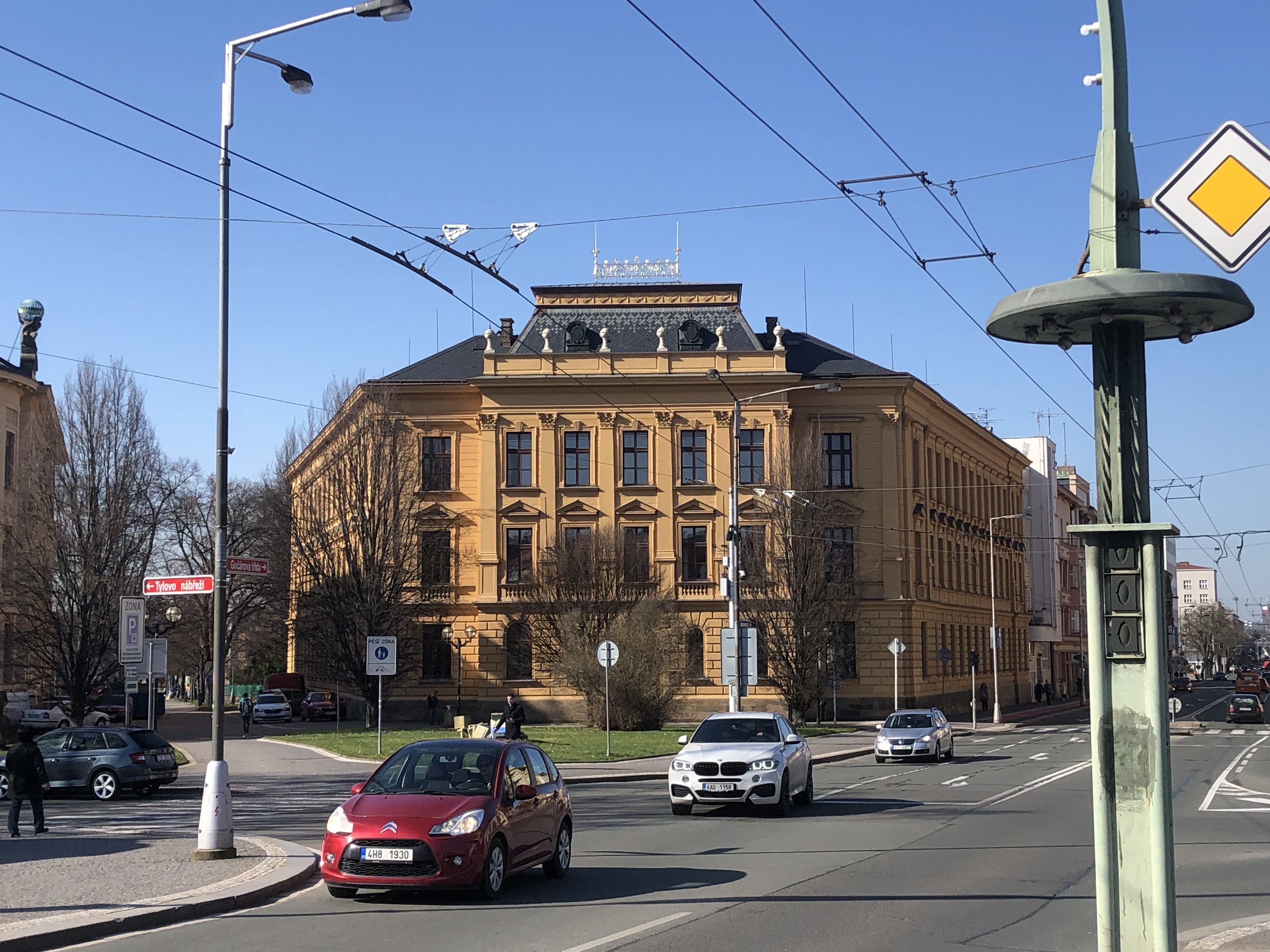
Filozofická fakulta v roce 2024

V roce 2022 byla znovuotevřena zrekonstruovaná budova na Náměstí svobody s novou přístavbou. Rekonstrukce stála 208 milionů Kč. Slavnostní otevření proběhlo 21. září 2022.

## Studium
V současné době nabízí řadu bakalářských, magisterských a doktorských studijních programů a oborů, některé z nich v rámci ČR i EU jedinečných. Na fakultě je také možné se habilitovat v oboru Historické vědy se zaměřením na české a československé dějiny a v oboru Politologie. V rámci České republiky je fakulta střediskem studií afrikanistiky a latinskoamerických studií. Spolupořádá konference, jako např. Viva Africa, Letní škola historiků či Latinskoamerické dny.
Na fakultě též působí řada studentských zájmových spolků, například Politologický klub, Hradecká studentská sekce ČAS, Studentský historický klub Studentský klub Libomudravna či Sociologický klub SH1UK.

## Součásti fakulty
- Katedra filozofie a společenských věd
- Katedra sociologie
- Historický ústav
- Katedra pomocných věd historických a archivnictví
- Katedra politologie
- Katedra archeologie
- Centrum jazykové přípravy
- Ústav sociální práce

## Studijní programy a obory
Filozofická fakulta nabízí šest bakalářských programů s osmi obory, čtyři navazující magisterské programy s pěti obory a tři doktorské studijní programy se čtyřmi obory. Obory jsou nabízeny jak v prezenční (PS), tak v kombinované (KS) formě studia.

### Bakalářské studijní programy
- Politologie s oborem:
  - Politologie (PS, KS)
- Sociologie s oborem:
  - Sociologie obecná a empirická (PS)
- Filozofie s oborem:
  - Filozofie a společenské vědy (PS, KS)
- Historické vědy s obory:
  - Archivnictví-historie (PS, KS)
  - Prezentace a ochrana kulturního dědictví (PS)
- Historie se zaměřením na vzdělávání s oborem:
  - Historie se zaměřením na vzdělávání (PS)
- Archeologie s oborem:
  - Archeologie (PS)
- Technická podpora humanitních věd s obory:
  - Počítačová podpora v archeologii (PS) (pro akademický rok 2012/2013 nebude obor otevřen)
  - Počítačová podpora v archivnictví (PS, KS)
- Společenské vědy se zaměřením na vzdělávání s oborem:
  - Společenské se zaměřením na vzdělávání (PS)

### Navazující magisterské studijní programy
- Filozofie s oborem:
  - Filozofie (PS)
- Historie s obory:
  - Historie (PS, KS)
- Archeologie s oborem:
  - Archeologie (PS)
- Politologie s obory:
  - Politologie – latinskoamerická studia (PS, KS)
  - Politologie – africká studia (PS, KS)
- Pomocné vědy historické a archivnictví s obory:
  - Pomocné vědy historické a archivnictví (PS, KS)

### Doktorské studijní programy
- Historické vědy s oborem:
  - České a československé dějiny (PS, KS)
  - Archivnictví (PS, KS)
- Archeologie s oborem:
  - Archeologie (PS, KS)
- Filozofie s oborem:
  - Filozofie (PS, KS)
- Mezinárodní a teritoriální studia s obory:
  - Latinskoamerická studia (PS, KS; aktuálně vypsáno přijímací řízení[9])
  - Africká studia (PS, KS; aktuálně vypsáno přijímací řízení[9])